# تئودور سجویک
تئودور سجویک (به انگلیسی: Theodore Sedgwick) سناتور سابق عضو حزب فدرالیست (آمریکا) بود. وی در سال ۱۷۹۶ تا ۱۷۹۹ میلادی سناتور ایالت ماساچوست در سنای ایالات متحده آمریکا بود.